# Маври (Польща)
Маври (пол. Mawry, нім. Mawern) — село в Польщі, у гміні Добре Място Ольштинського повіту Вармінсько-Мазурського воєводства.
Населення — 25 осіб (2011).

## Демографія
Демографічна структура станом на 31 березня 2011 року:
|          | Загалом | Допрацездатний вік | Працездатний вік | Постпрацездатний вік |
| -------- | ------- | ------------------ | ---------------- | -------------------- |
| Чоловіки | 12      | 1                  | 9                | 2                    |
| Жінки    | 13      | 2                  | 5                | 6                    |
| Разом    | 25      | 3                  | 14               | 8                    |